# مقاطعة فولتون (أركنساس)
مقاطعة فولتون (بالإنجليزية: Fulton County)‏ هي إحدى مقاطعات ولاية أركنساس في الولايات المتحدة الأمريكية.